# Paul Stanley (album)
Paul Stanley je první sólové studiové album amerického kytaristy a zpěváka Paula Stanleyho. Je jedním ze čtyř sólových alb, která čtyři hudebníci ze skupiny Kiss vydali zároveň 18. září 1978. Umístilo se na 40. místě v žebříčku časopisu Billboard.
Skupina Kiss se v roce 1978 dostávala na svůj vrchol komerční úspěšnosti. V průběhu dvou let měla čtyři platinová alba, průměrná návštěvnost koncertů byla 13 350 lidí, hrubý příjem skupiny za rok 1977 byl 10,2 mil. dolarů. Členové skupiny spolu s kreativním manažerem Billem Aucoinem hledali cestu, jak se dostat do další úrovně popularity. Pro rok 1978 Bill určil dva způsoby, jak situaci využít. Prvním byl nápad vydat čtyři sólová alba členů skupiny současně. I když na výrobě těchto alb navzájem nespolupracovali, byla vydána jako alba skupiny Kiss s podobným designem obalů. Alba vyšla naráz v jeden den. Byla to šance pro členy skupiny prezentovat své individuální hudební představy ve spolupráci s jinými hudebníky. Na Geneho albu hraje člen skupiny Aerosmith Joe Perry, zpívá disko hvězda Donna Summer a jeho tehdejší přítelkyně Cher. Alba, které nahráli Stanley a Frehley jsou víc hardrocková a Crissovo album je laděno víc baladicky ve stylu R&B. Na trh bylo dáno 5 mil. nosičů, všechna čtyři alba se dostala do první padesátky žebříčku Billboardu.

Své druhé studiové album Stanley vydal až v roce 2006 pod názvem Live to Win.

## Seznam skladeb
| Pořadí | Název                                            | Autor                     | Délka |
| ------ | ------------------------------------------------ | ------------------------- | ----- |
| 1.     | Tonight You Belong to Me                         | Paul Stanley              | 3:07  |
| 2.     | Move On                                          | Paul Stanley / Mikel Japp | 3:07  |
| 3.     | Ain't Quite Right                                | Paul Stanley / Mikel Japp | 3:34  |
| 4.     | Wouldn't You Like to Know Me                     | Paul Stanley              | 3:16  |
| 5.     | Take Me Away (Together as One)                   | Paul Stanley / Mikel Japp | 5:26  |
| 6.     | It's Alright                                     | Paul Stanley              | 3:31  |
| 7.     | Hold Me, Touch Me (Think of Me When We're Apart) | Paul Stanley              | 3:40  |
| 8.     | Love in Chains                                   | Paul Stanley              | 3:34  |
| 9.     | Goodbye                                          | Paul Stanley              | 4:09  |

## Obsazení

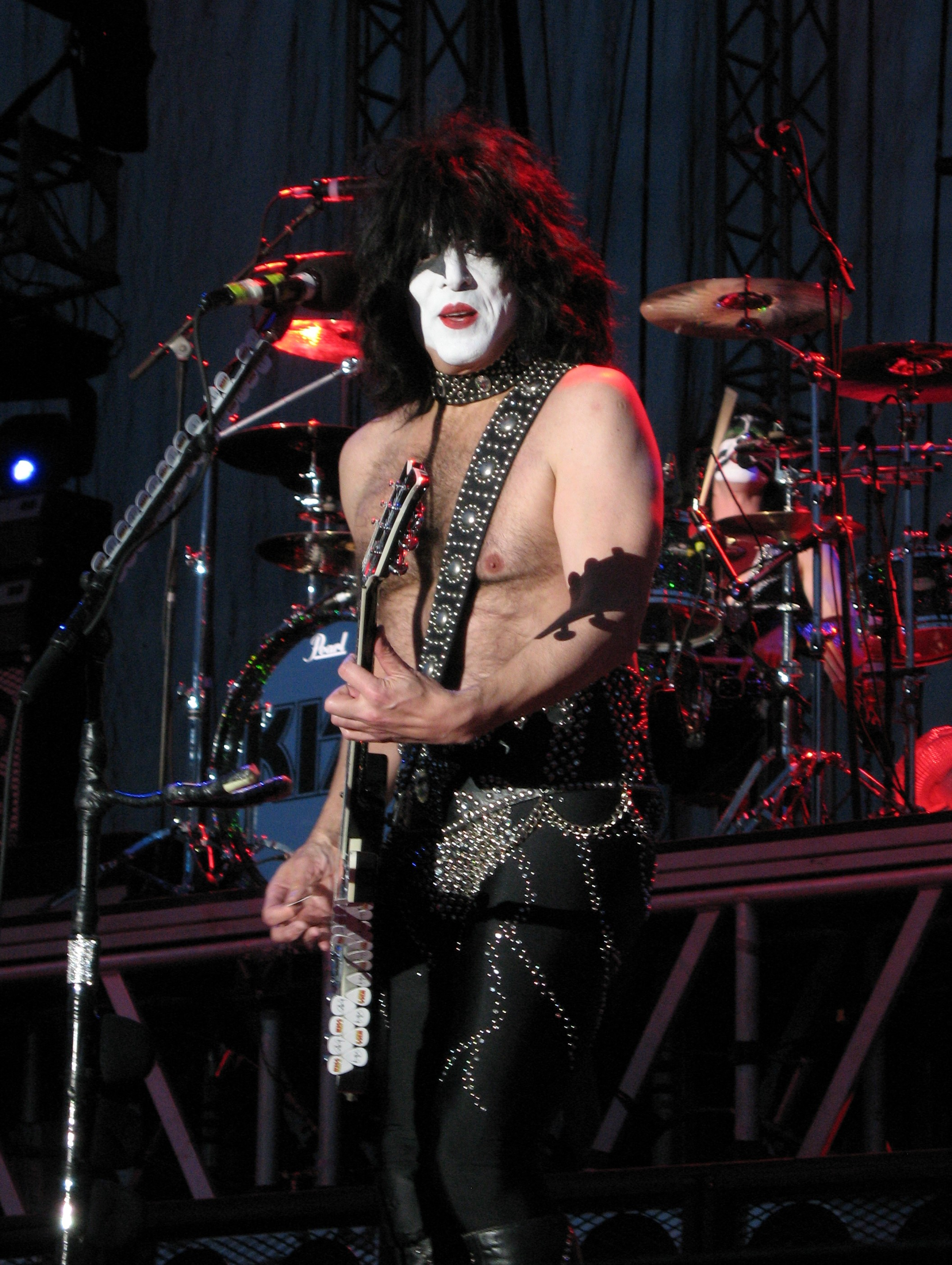
Paul Stanley

- Paul Stanley – zpěv, doprovodný zpěv, rytmická kytara, akustická kytara, EBow
- Bob Kulick – sólová kytara, akustická kytara
- Steve Buslowe – basová kytara
- Richie Fontana – bicí
- Eric Nelson – basová kytara
- Craig Krampf – bicí
- Carmine Appice – bicí
- Peppy Castro – doprovodný zpěv
- Diana Grasselli – doprovodný zpěv
- Doug (Gling) Katsaros – klavír, doprovodný zpěv
- Steve Lacey – elektrická kytara
- Miriam Naomi Valle – doprovodný zpěv
- Maria Vidal – doprovodný zpěv